# 法鲁姆
法鲁姆（丹麥語：Farum），是丹麦东部西兰岛上的一个城镇，位于哥本哈根西北20公里。总人口18,422 (2012年1月1日)。该镇为富勒斯市鎮的组成部分之一。2007年之前，法鲁姆是单独的市镇，称为法魯姆市鎮。

## 地理
据2005年统计，市镇人口18,662，面积23 km²。主要的区域在法魯姆，此外包括Bregnerød和Stavnsholt两个区域。市镇东临Birkerød，北临Allerød，西边是Stenløse，韦勒瑟则在南边。市镇被富勒湖和法魯姆湖之间的16号高速公路以及铁路分为东西两个部分。

## 体育
法鲁姆是丹麦联赛北西兰足球俱乐部的所在地，主场位于法鲁姆西部的法鲁姆公园体育场。